# Bandera de los Treinta y Tres Orientales
La Bandera de los Treinta y Tres Orientales es uno de los símbolos nacionales de Uruguay. Fue enarbolada por primera vez por el ejército de los Treinta y Tres Orientales durante la Cruzada Libertadora el 19 de abril de 1825 en su camino para liberar a la Provincia Oriental del dominio del Imperio del Brasil.

## Historia y simbolismo
Diseñada para ser enarbolada durante la Cruzada Libertadora del 19 de abril de 1825 fue confeccionada por Luis Ceferino de la Torre y la inscripción central fue originalmente pintada por el pintor suizo Jean-Philippe Goulu. Inspirada en la bandera artiguista de la Provincia Oriental izada en 1815 en la ciudad de Montevideo que consistía con los mismos colores en el mismo orden pero sin la inscripción central.
La bandera que estaba formada por tres franjas horizontales del mismo tamaño, la superior de color azul es símbolo de grandeza, la del medio es blanca es símbolo de la República y la inferior es de color rojo es símbolo de la sangre derramada por la libertad y la independencia. En la franja central lleva inscrita la leyenda "Libertad o Muerte".
La bandera original permaneció en el Museo Nacional hasta el año 1969 cuando fue robada por la organización guerrillera anarquista OPR-33, su destino es desconocido hasta la fecha. 
Una réplica de la misma se encuentra en la Basílica de Florida dónde se encuentra la imagen de la Virgen de los Treinta y Tres, y la bandera está al lado de la imagen venerada.

## En el arte
Un cuadro al óleo de Juan Manuel Blanes llamado "El Juramento de los Treinta y Tres Orientales" representa al jefe de los Treinta y Tres Juan Antonio Lavalleja, a su segundo Manuel Oribe y al resto de los patriotas enarbolando esta bandera apenas desembarcados en la playa de la Agraciada.